# Nação
Nação (do latim natio, de natus [nascido]) é uma comunidade ou sociedade estável, historicamente constituída por vontade própria de um agregado de indivíduos, com base num território, numa língua, e com aspirações materiais e espirituais comuns.

## Definição conceptual
Há que ter atenção que existe uma clivagem entre dois conceitos de nação.
Um modelo germânico, em que a nação se define recorrendo a fatores objetivos como o sangue, a raça, a língua e a cultura; e um modelo francês em que a nação é fruto da vontade cívica de uma comunidade política de formar um Estado nacional, independentemente das características que os seus membros possam ter em comum.
Para o primeiro será então a reunião de pessoas, do mesmo grupo étnico, falando o mesmo idioma e tendo os mesmos costumes, formando assim, um povo, cujos elementos componentes trazem consigo as mesmas características étnicas e se mantêm unidos pelos hábitos, tradições, religião, língua e consciência nacional.
Mas, a rigor, os elementos território, língua, raça, religião, costumes e tradição, por si sós, não constituem o caráter da nação. São requisitos secundários, que se integram na sua formação. O elemento dominante, que se mostra condição subjetiva para a evidência de uma nação assenta no vínculo que une estes indivíduos, determinando entre eles a convicção de um querer viver coletivo. É, assim, que se aproxima por ser antes a consciência de sua nacionalidade, em virtude da qual se sentem constituindo um organismo ou um agrupamento, distinto de qualquer outro, com vida própria, interesses especiais e necessidades peculiares.
Nesta razão, o sentido de nação não se anula porque seja esta fracionada entre vários Estados, ou porque várias nações se unam para a formação de um Estado. O Estado é antes uma forma política, adotada por um povo com vontade política, que constitui uma nação, ou por vários povos de nacionalidades distintas, para que se submetam a um poder público soberano, emanado da sua própria vontade, que lhes vem dar união política. A nação preexiste sem qualquer espécie de organização legal. E mesmo que, habitualmente, seja utilizada em sinonímia de Estado, em realidade significa a substância humana que o forma, atuando aquele em seu nome e no seu próprio interesse, isto é, pelo seu bem-estar, por sua honra, por sua independência e por sua prosperidade.
Orlando Vitorino, segundo uma linha simples, analítica e mística seguida pela Filosofia Portuguesa da qual ele fazia parte, refere que a nação é "o conjunto das gerações ‑ passadas , presentes e futuras - que se exprime, existe e perdura na língua, na história e na arte" (especialmente na arte monumental). Mais tarde, nesse sentido, Fernanda de Abreu Cardoso e Cláudia Centeno acrescentariam queː "a criação de um passado e a construção de uma narrativa é a garantia de projeção do futuro. Nesse exercício de lembrar e esquecer, imaginar e projetar, a Nação acaba por se constituir numa história que se conta e se atualiza permanentemente".

## História
O termo, proveniente do latim, natio, era, inicialmente utilizado pelos estudantes das universidades medievais (em que se destacava a Universidade de Paris - Sorbonne), que se organizavam em grupos com esse nome, devido ao facto de terem proveniências diversas. Em cada nação, falava-se a língua materna dos estudantes, sendo estes regidos pelas leis dos seus próprios países.
Com o início das navegações no Atlântico e Pacífico por Portugal e Espanha um novo desenvolvimento econômico surgiu na Europa. O modelo colonialista fez surgir os dois primeiros Estados fortes e coesos na Europa. Foi um grande momento de riqueza cultural que fez surgir o Renascimento. As universidades europeias viram surgir muitas ideias e o Humanismo e o Iluminismo se tornaram as grandes correntes de contestação dos valores da Igreja Católica.
Com a decadência da Espanha e de Portugal no domínio da navegação internacional, estados como a Inglaterra, Holanda e França começaram a participar de novas ocupações da América, África e Ásia. Estes estados tinham grande vinculação de seus monarcas e príncipes com os protestantes e por isso tinham pouco ou nenhum apoio da igreja de Roma. Desde então, o humanismo passou a ser o centro dos estudos sobre as relações entre o homem e a natureza.
Uma das primeiras obras que lançam luzes sobre este tema é o livro de Adam Smith publicado em 1776, A Riqueza das Nações, que apesar de utilizar o termo "nação" para designar as várias organizações humanas, não se debruça em uma categorização minuciosa, deixando aberta sua interpretação. A colaboração mais visível desta obra é a vinculação do termo nação à organização social necessária para a organização das relações econômicas entre as sociedades, ou seja, o Estado. Essa vinculação deu origem a uma corrente de pensamento teórico que sustenta o capitalismo.
Neste mesmo período, surgiram duas revoluções interligadas em vários ideais. A primeira foi a Revolução Americana de 1776 que em com base na Declaração da Independência dos Estados Unidos da América a Revolução Francesa lança a sua Declaração dos Direitos do Homem e do Cidadão onde o termo "nação" foi utilizado para identificar a reunião do povo para legitimar o novo poder e as novas leis que agora não adivinham de um poder monárquico legitimado por uma religião, mas sim pelo povo reunido pela sua autodeterminação. É nesta acepção política que emergem os Estados-nação na Europa e nas Américas.
Durante o século XIX, as organizações humanas discutiram vários modelos de organização em todo o mundo e na Europa se fortaleceram Estados que mais tarde seriam consideradas as nações de origem de várias colônias pelo mundo tais como França e Inglaterra. A Alemanha e a Itália passaram por diversas reformas e conflitos internos (Unificação Alemã e Risorgimento) que resultariam em organizações políticas e territóriais com poder centralizador e uma organização do Estado unido pelo idioma e pela luta de mercados e unificações monetárias.
Ao final do século XIX e começo do século XX, houve a expansão do imperialismo que culminou com a Primeira Guerra Mundial. Este momento foi de grande apreensão sobre o que é o sentimento nacional, o nacionalismo que levou a morte tantas pessoas e vários intelectuais publicaram estudos sobre o tema, tais como Lord Acton, Ernest Renan e Otto Bauer. Os países vitoriosos da guerra tentaram criar a Liga das Nações o que futuramente, após novo massacre na Segunda Guerra Mundial, resultaria na Organização das Nações Unidas, a principal organização legitimadora dos Estados-Nacionais atualmente.

## Movimentos pela autodeterminaçãoversusterrorismo
Muitas vezes, o nacionalismo (como sentimento comum de uma comunidade humana) entra em conflito com os estados formados institucionalmente, o que leva a lutas políticas, guerrilhas, terrorismo (consoante o ponto de vista: por exemplo, vários países - não obstante a dura repressão do governo indonésio - consideravam a guerrilha timorense como terrorismo, o que em Portugal - e agora que Timor-Leste se definiu como estado - não era de forma alguma aceito, tendo em conta o apoio institucional dado a este movimento de libertação nacional). Isso verifica-se em várias comunidades, sendo algumas delas os curdos e os bascos.
Uma manifestação diferente do nacionalismo é o irredentismo, que é a aspiração de um povo a completar a própria unidade territorial nacional, anexando terras sujeitas ao domínio estrangeiro ("terras irredentas").